# Langwith
Langwith är en by och en civil parish i Bolsover i Derbyshire i England. Orten har 2 998 invånare (2015).